# Aguacateeks
Het Aguacateeks is een taal uit de familie der Mayatalen. Het wordt gesproken door de Aguacateekse bevolking in de gemeente Aguacatán, gelegen in het departement Huehuetenango in Guatemala. Ook zijn er kleine Aguacateeks sprekende migrantengroepen in Mexico en de Verenigde Staten.

## Externe link

Spreiding van Mayatalen over Guatemala